# Societat de Geofísics d'Exploració
La Societat dels Geofísics de l'Exploració, Society of Exploration Geophysicists (SEG), és una organització sense ànim de lucre dedicada a promoure la ciència de la geofísica i l'educació dels exploradors geofísics. Aquesta Societat fomenta la pràctica experta i ètica de la geofísica en l'exploració i desenvolupament dels recursos naturals, per caracteritzar la superfície propera i per mitigar els perills geològics. A principi de 2008, la SEG tenia més de 28,000 membres que treballaven en més de 130 països. La SEG va ser fundada l'any 1930 a Houston, Texas però la seva seu administrativa ha estat a Tulsa, Oklahoma des de la meitat de la dècada de-1940. Encara que la majoria dels membres de la SEG estan involucrats en l'exploració del petroli, els membres de la SEG també s'ocupen de l'aplicació de mètodes geofísics en l'exploració de minerals i en problemes mediambientals, enginyeria,arqueologia, i d'altres camps científics. La SEG publica The Leading Edge (TLE), una revista professional mensual i la publicació 'Geophysics.
El comitè tècnic d'estàndards (SEG's Technical Standards Committee) desenvolupa i manté especificacions de dades geofísiques. Els estàndards més familiars són els SEG Y data format per emmagatzemar dades sísmiques.